# 서울흥인초등학교
서울흥인초등학교(서울興仁初等學校)는 대한민국 서울특별시 중구에 있는 공립 초등학교이다.

## 연혁
- 1946년 11월 14일 서울흥인국민학교로 개교
- 1996년 3월 1일 서울흥인초등학교로 교명 변경

## 학교 교육 목표
- 큰꿈이-꿈과 소질을 가꾸는 슬기로운 어린이
- 알참이-기초가 튼튼한 실력 있는 어린이
- 바름이-나눔과 배려로 건강한 어린이

## 참고 자료
- 서울흥인초등학교 - 한국교육학술정보원 학교알리미